# Giralda (яхта)
Giralda — Королевская яхта короля Испании, изначально построенная в 1895 году на верфи Fairfield Shipbuilding and Engineering Co Ltd для полковника Эйч McCalmont. «Giralda» была для своего времени совершенным круизным судном с электрическим освещением и искусственной вентиляцией жилых помещений. Представляла собой стальную двухвинтовую трёхмачтовую шхуну, со специальным тентом для защиты от солнца пассажиров на палубе.

## Участие вАмериканско-испанской войне
В 1898 году «Хиральда» был куплена испанским правительством, и использовалась как вспомогательный крейсер во время испано-американской войны.
Входила в состав первого дивизиона резервной эскадры под командованием адмирала Комары. В состав которого входили броненосный крейсер «Emperador Carlos V», вспомогательные крейсеры «Patriota», «Rdpiclo», «Meleoro» и вооруженная яхта «Giralda». Подразделению ставилась задача атаковать американское побережье между Чарлстоном и Галифаксом. В действительности «Giralda» использовалась только как патрульное и посыльное судно у побережья Испании.

## Служба королевской яхты
Начиная с 1906 года, корабль начали переоборудовать в королевскую яхту, которое закончилось через год. Начиная с 1907 года, служила королевской яхтой короля Испании, входила в специальную флотилию королевских яхт Испанских ВМС. Возможность использования в качестве посыльного судна сохранялась.
Использовалась как гидрографическое судно до 1934 году, в 1940 продана на слом.

## Галерея

королевская яхта «Giralda»
Король Альфонсо XIII на борту яхты «Giralda» (1907 год)